# 三陽駅
三陽駅（サミャンえき）は、大韓民国ソウル特別市江北区弥阿洞にある牛耳新設軽電鉄の駅。

## 駅構造
相対式ホーム2面2線の地下駅。出口は2箇所ある。

### のりば
- のりばの番号は存在しない。

| 上り | ●牛耳新設線 | 華渓・北漢山牛耳方面   |
| 下り | ●牛耳新設線 | 三陽サゴリ・新設洞方面 |

## 駅周辺
- 三陽洞住民センター
- ハンビッ盲学校
- ロッテマート三陽店
- 三陽派出所
- 弥阿来美安1次アパート

## 歴史
- 2017年
  - 3月2日 - 駅名を 「三陽駅」に決定[1]。
- 9月2日 - 駅開業。

## 隣の駅
牛耳新設軽電鉄
● ソウル軽電鉄牛耳新設線
華渓駅  - 三陽駅  -  三陽サゴリ駅